# 3-Methylhexan
3-Methylhexan ist eine chemische Verbindung aus der Gruppe der aliphatischen  gesättigten Kohlenwasserstoffe. Sie ist eines der Isomere des n-Heptans, besitzt an C-3 ein Chiralitätszentrum und tritt in beiden enantiomeren Formen (R)- und (S)-3-Methylhexan auf.

## Verwendung
3-Methylhexan wird als Zwischenprodukt zur Herstellung anderer chemischer Verbindungen wie den abgeleiteten Halogenderivaten der Verbindung eingesetzt. 

## Chiralität
3-Methylhexan ist (zusammen mit 2,3-Dimethylpentan) das einfachste Alkan, welches das Phänomen der Chiralität aufweist. An C-3 sitzt ein asymmetrisches Kohlenstoffatom, dessen vier Substituenten ein Methyl-, ein Ethyl- und ein Propylrest, sowie ein H-Atom sind.  

## Sicherheitshinweise
Die Dämpfe von 3-Methylhexan können mit Luft ein explosionsfähiges Gemisch (Flammpunkt ca. −11 °C, Zündtemperatur 280 °C) bilden.